# Скавиця Солтися
Скавиця Солтися (пол. Skawica Sołtysia) — гірська річка в Польщі, у Суському повіті Малопольського воєводства. Права притока Скавиці, (басейн Балтійського моря).

## Опис
Довжина річки 6,42 км, найкоротша відстань між витоком і гирлом — 4,37  км, коефіцієнт звивистості річки — 1,47 . Площа басейну водозбору 16,64  км². Формується притоками та безіменними струмками.

## Розташування
Бере початок на висоті 1150 м під вершиною Ясна Гора (1239 м) у гміні Завоя. Тече переважно на північний захід і у селі Скавиця впадає у річку Скавицю, ліву притоку Скави.

## Цікавий факт
- Біля гирла річку перетинає атошлях № 957 (Новий Торг — Рабка-Здруй).